# Leda Mileva
Leda Mileva (en búlgar: Леда Милева) (Sofia, Bulgària, 5 de febrer de 1920 - 5 de febrer de 2013) fou una escriptora, traductora i diplomàtica búlgara. Era filla del poeta búlgar Geo Milev.
Va morir el 5 de febrer de 2013, el mateix dia del seu aniversari (als 93 anys), per causes que encara s'investiguen.